# Parque Atuba
O Parque Atuba é um logradouro da cidade de Curitiba, capital do estado do Paraná. O parque faz divisa com a cidade de Colombo e tem 173.265 m2. Este espaço foi criado com a intenção de preservar uma área de fundo de vale (localizada na região) e conservar as margens do Rio Atuba e sua inauguração ocorreu em 2004. 
No local existem equipamentos para o entretenimento da população, tais como: churrasqueiras, canchas, quadras poliesportivas, equipamentos de ginasticas, entre outros. As principal atrações deste espaço são: uma cascata e a Vila da Madeira, que constitue em algumas construções com o objetivo de mostrar e conservar elementos da arquitetura de madeira típica da Curitiba de outrora.